# Backvägen till Lyckan
Backvägen till Lyckan (engelska: Through the Back Door) är en dramakomedifilm från 1921 i regi av Alfred E. Green och Jack Pickford. Huvudrollen spelas av Mary Pickford.

## Rollista i urval
- Mary Pickford - Jeanne
- Gertrude Astor - Louise Reeves
- Wilfred Lucas - Elton Reeves
- Helen Raymond - Marie
- C. Norman Hammond  - Jacques Lanvain
- Elinor Fair - Margaret Brewster
- Adolphe Menjou - James Brewster
- Peaches Jackson - Conrad
- Doreen Turner - Constant
- John Harron - Billy Boy
- George Dromgold - chaufför
- Jeanne Carpenter - Jeanne, 5 år